# بودوان

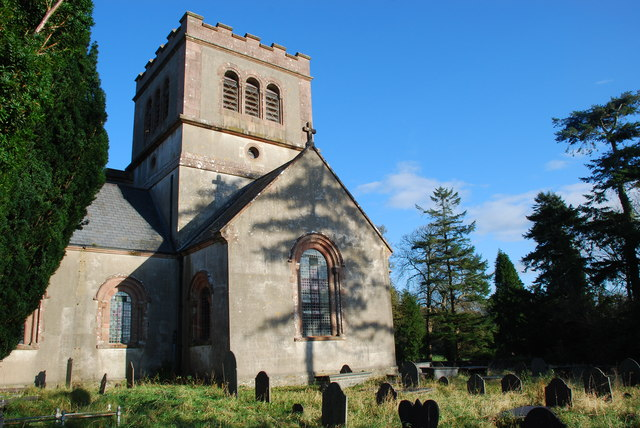
كنيسة القديس بوان

بودوان هي قرية في جوينيد، ويلز، على بعد حوالي 4 أميال من (Pwllheli). يقع في مقاطعة كارنارفونشاير التاريخية.
يقع غارن بودوان، وهو تل تم بناؤه بعد فترة وجيزة من الاحتلال الروماني، في القرية.
في عام 2022 ستستضيف القرية المهرجان الموسيقى الوطني التنافسي.